# Pfarrkirche Volders

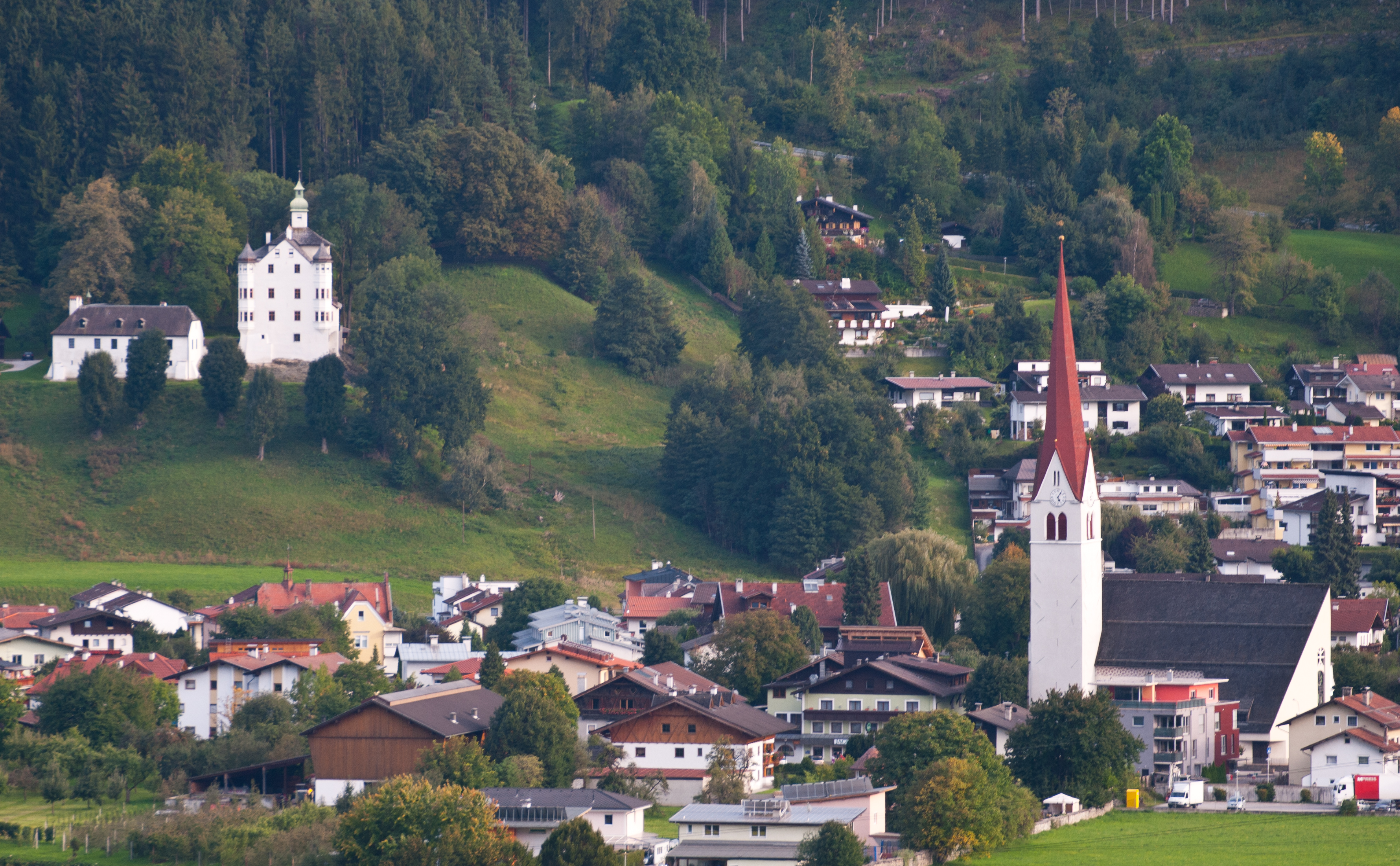
Schloss Aschach und die Pfarrkirche hl. Johannes der Täufer in Volders

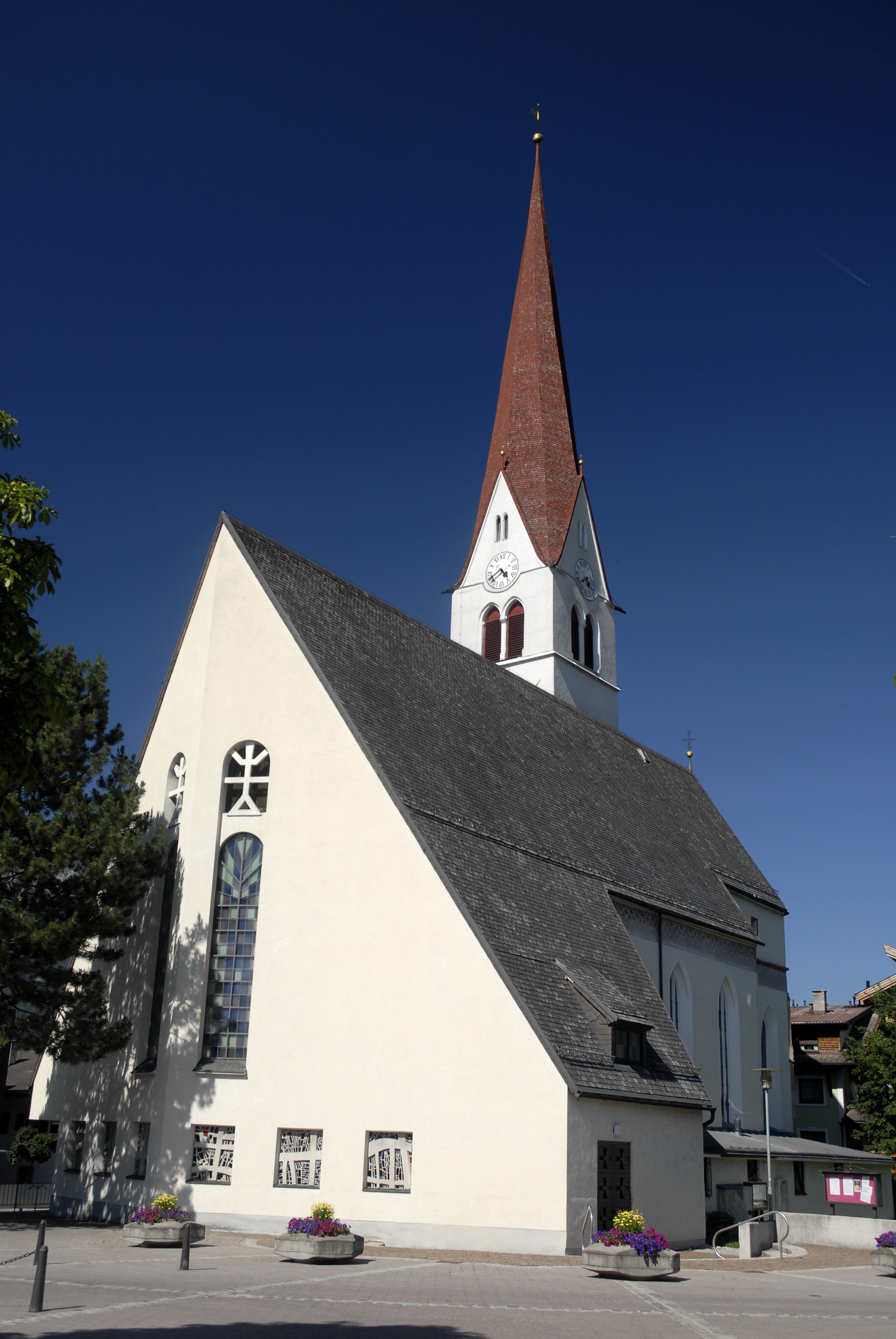
Westfront der Moderne mit Architekt Clemens Holzmeister

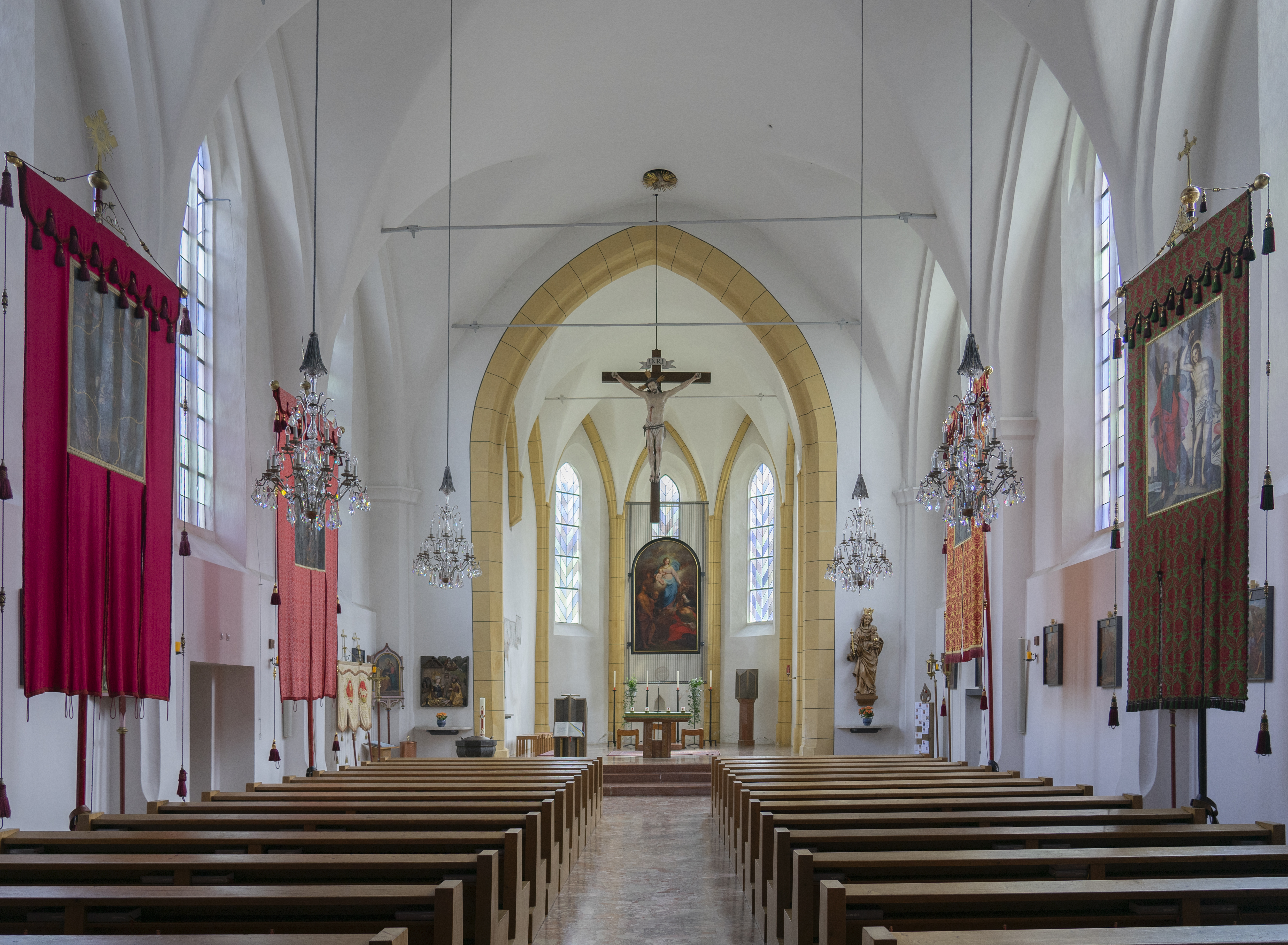
Ansicht vom Langhaus zum Altar

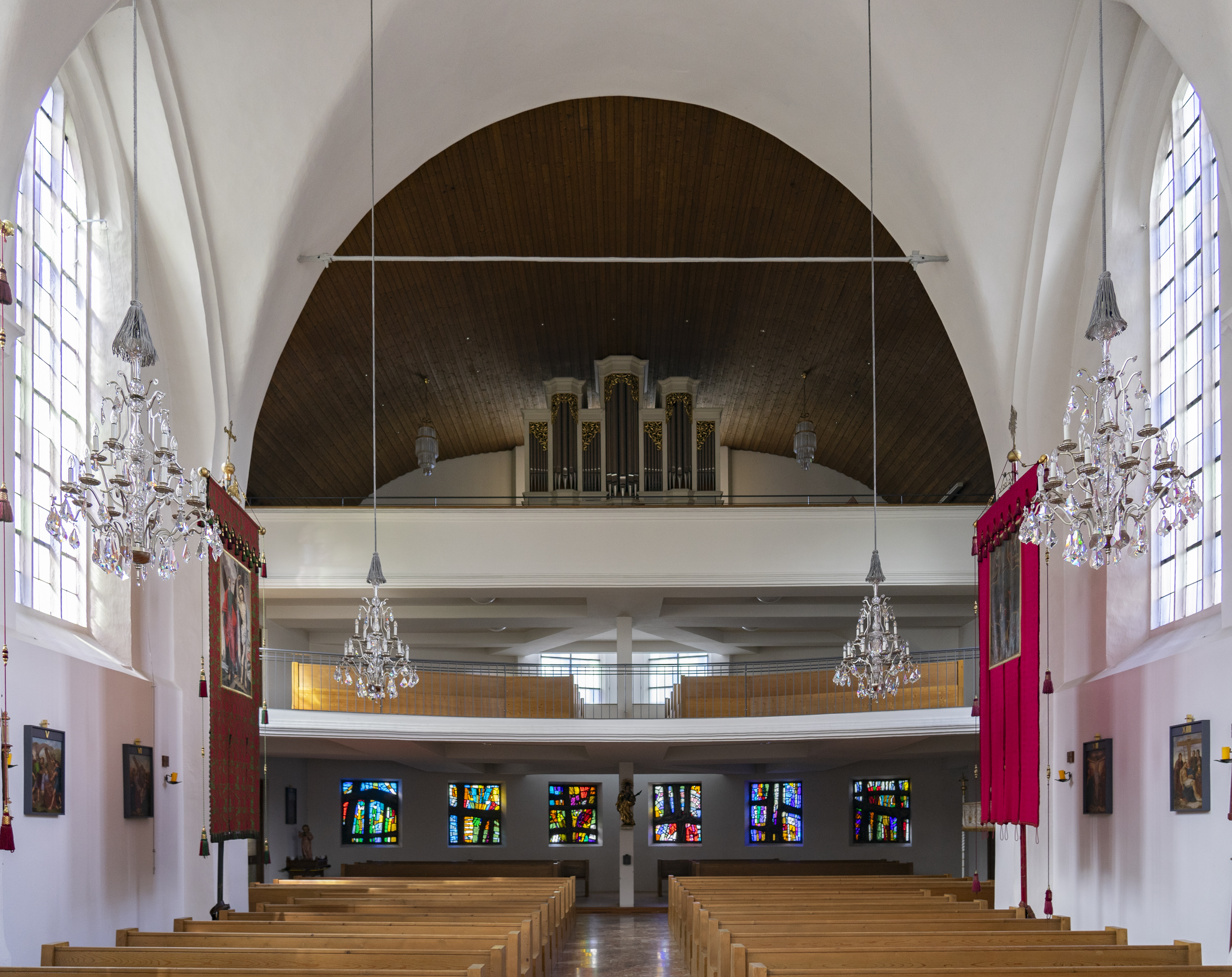
Ansicht der Empore mit der Kirchenorgel

Die römisch-katholische Pfarrkirche Volders steht im Ortskern von Volders in Tirol. Die Pfarrkirche mit dem Patrozinium des heiligen Johannes des Täufers gehört zum Seelsorgeraum Fritzens – Volders – Wattens im Dekanat Schwaz der Diözese Innsbruck. Die Kirche und der sie umgebende ehemalige Friedhof stehen unter Denkmalschutz (Listeneintrag).

## Geschichte
Durch die Ausstellung Zwischen Totenruhe und Wissenschaft – 3500 Jahre Grabsitten in Volders wurde die von der Wissenschaft getroffene Ansicht bestätigt, es habe eine ältere Kirche in Richtung Osten gegeben. Ein ursprünglich profan genutztes Gebäude wurde später für religiöse Zwecke genutzt.
Bei Bauarbeiten im Jahr 2001 wurde in der Augasse ein Friedhof aus dem 6. Jahrhundert entdeckt. Bis Mitte 2002 wurden über 100 Gräber freigelegt. Er gehörte zu einer Siedlungsstelle aus spätrömischer Zeit. Ein erster urkundlicher Nachweis der heutigen Kirche stammt von 1253, nach den Ergebnissen baugeschichtlicher Untersuchungen des Denkmalamtes wurde das Gebäude im 12. oder 13. Jahrhundert errichtet. In der Urkunde befindet sich folgende Formulierung: Haec donatio est facte anno Dominio MCCLIII in villa Volers ante fores ecclesie (Diese Schenkung geschah im Jahre des Herrn 1253 im Dorf Volders vor den Toren der Kirche).
Durch Schenkungen und Stiftungen nahm die Bedeutung der Kirche in Volders zu; dadurch wurden die jährlichen Einnahmen erhöht. Heinrich von Rottenburg vermachte beispielsweise in seinem Testament der Kirche 50 Pfund Berner Geld. Die Burg Rottenburg ist als Ruine oberhalb von Rotholz erhalten.
Um sein Seelenheil und das seiner Vorfahren zu sichern, schenkte der Speiser von Friedberg 1370 der Kirche St. Johannes einen Acker in Volders, direkt bei der Kirche. Der jeweilige Kirchenpropst war verpflichtet, für den Nikolausaltar zwei Kerzen als ewiges Licht zu kaufen. Der Propst wurde aus der Reihe der Bürger der Gemeinde gewählt und war für die Verwaltung des Kirchenvermögens verantwortlich.
Der Friedhof, der seit dem 6. Jahrhundert belegt worden zu sein scheint, befindet sich auf einer spätrömischen Siedlungsstelle. Es scheint, dass – so wie es sich auch an anderen Beispielen zeigen lässt – das ursprünglich profane spätrömische Gebäude in jüngerer Zeit dann religiösen Zwecken, also als Kirche diente. Dieser vom Grabungsleiter Alexander Zanesco bisher erarbeitete wissenschaftliche Befund würde die mündliche Überlieferung und auch die von der Forschung vertretene Meinung, die heutige Volderer Kirche sei nicht die erste Kirche, sondern es habe weiter östlich eine ältere Kirche gegeben, nunmehr schlüssig beweisen. Der Stadtbaumeister von Hall, Hans Sewer, begann 1437 mit dem Neubau der gotischen Kirche. Er starb 1464, und danach führten wahrscheinlich Hans Pipfel oder Meister Peter Lang die Baumaßnahme fort. In der Zeit von 1495 bis 1500 stellte ein Meister Thomas, sein Nachname ist nicht überliefert, das Mauerwerk von Turm und Langhaus fertig. Der Zimmermeister Zacharias Braun baute den Dachstuhl bis 1512.
Der Gesellenpriester von Kolsass hatte die Verpflichtung, 1466 täglich eine Messe zu lesen. Vermögende Adlige aus der Gegend um Volders stifteten und spendeten großzügig, um eine gute Innenausstattung anzuschaffen. Von dieser gotische Ausstattung ist nur noch das Relief mit der Darstellung Christi Geburt erhalten, das ein unbekannter Meister aus Plustertal anfertigte.
Für die beiden Orte Volders und Wattens wurde 1560 ein gemeinsamer Kurat ernannt, der für die Führung der Matrikenbücher zuständig war. Für Volders wurde 1629 ein eigener Kurat eingesetzt. Der Sprengel umfasste die Orte Volders, Groß- und Kleinvolderberg und bis 1966 Volderwald.
Die gotischen Rippen der Gewölbe wurden etwa in der Mitte des 19. Jahrhunderts abgeschlagen. Danach wurde die Decke dem Zeitgeschmack entsprechend im Nazarenerstil neu dekoriert und ausgemalt. Die Beichtstühle und die Orgelempore wurden 1869 im Auftrag des Kuraten Laimgruber, der auch 1884 einen neuen Hochaltar aufstellen ließ, erneuert.
Das Kirchenschiff wurde von 1962 bis 1965 nach Plänen von Clemens Holzmeister in westliche Richtung erweitert und der neugotisch ausgestattete Innenraum purifiziert. Das Gebäude wurde 1982 umfangreich renoviert. Die Orgel erbaute Johann Pirchner 1992. Sie verfügt über 20 Register auf zwei Manualen und Pedal. Der Fußboden musste 2009 erneuert werden, der Altarraum erfuhr eine Umgestaltung, und der Innenraum wurde ausgemalt.

## Beschreibung
An das dreijochige spätgotische Langhaus schließt im Osten ein zweijochiger, eingezogener Chor mit dreiseitigem Chorschluss an, im Westen der moderne Erweiterungsbau. Der Chor ist durch ein Kaffgesims, Dreikantlisenen und ein gemaltes Maßwerkfries gegliedert. Der Erweiterungsbau ist durch ein fast bis zum Boden reichendes Steildach gekennzeichnet. Die überdimensionale Westfassade ist durch Rundbogenfenster und bunt verglaste Rechteckfenster gegliedert. Der nördlich an den Chor angebaute Turm ist mit einem Giebelspitzhelm abgeschlossen. Der Innenraum ist schlicht gestaltet. Im westlichen Anbau befindet sich eine Doppelempore. Im Chor, der durch einen spitzbogigen Triumphbogen vom Langhaus abgetrennt ist, sind die halbrunden gotischen Dienste teilweise erhalten. Die Deckenfresken wurden 1824 von Joseph Leopold Strickner und Leopold Puellacher geschaffen und 1866 von Andrä Leitl erneuert. Bei der Renovierung 1923 malte Toni Kirchmayr neue Fresken in einem barockisierenden Stil.
An der Nordwand des Chores wurden bei der Renovierung 2009 romanische und frühgotische Wandmalereien freigelegt. Die oberen, um 1350 entstandenen Bilder im frühgotischen Linearstil zeigen Passionsszenen; im unteren Bereich haben sich fünf um 1280 geschaffene Heiligenköpfe erhalten, die noch der Romanik zuzurechnen sind.
Im Chor hängt das ehemalige, 1798 geschaffene Hochaltarbild von Josef Schöpf, das die Verehrung von Madonna und Kind durch die beiden heiligen Johannes sowie die hll. Dominikus und Katharina von Siena darstellt. Das vom Triumphbogen hängende Kruzifix wurde um 1800 von Franz Seraph Nißl geschaffen.